# Moederdag
Moederdag is een feestdag die wordt gevierd ter ere van het moederschap en de invloed die moeders hebben op de samenleving. Moederdag wordt meestal in maart, april of mei gevierd: dit verschilt per land. In grote delen van de wereld, waaronder Nederland en België, valt Moederdag op de tweede zondag in mei. In het Antwerpse (na het herstel van het bisdom Antwerpen vanaf 1962 stilaan uitbreidend tot wat nu het bisdom Antwerpen is) wordt Moederdag (ook wel Mariadag, Moederkesdag of Sainte Marie genoemd) sinds 1913 op 15 augustus gevierd. Op die datum wordt Onze-Lieve-Vrouw-Hemelvaart gevierd. In veel katholieke en orthodoxe landen, waaronder België, is dat een wettelijke feestdag. 
In gezinnen die Moederdag vieren staat de dag in het teken van het verwennen van moeder. Ze krijgt bijvoorbeeld ontbijt op bed, vrijstelling van huishoudelijke taken en cadeaus. Soms hebben de jongere kinderen op school of bij het kinderdagverblijf cadeaus en versjes gemaakt.

## Oorsprong en geschiedenis
Het vereren van moeders is een veel oudere traditie dan de moderne Moederdag waarin de gewone moeders in het zonnetje worden gezet. Moederdag of Moedertjesdag vindt zijn oorsprong in het oude of antieke Griekenland. Dit gaat terug op de formele moedercultus met  ceremonies voor Cybele, 'Grote Moeder' of voor Rhea, 'Grote moeder van de goden', moedergodinnen in de Griekse mythologie. Deze moedercultus werd overal in Klein-Azië beoefend op de idus van maart, ook naar de Romeinse kalender op de 15e dag van maart vallend.

### Verenigde Staten
Pas in het midden van 19e eeuw werd Moederdag in Amerika geïntroduceerd. In 1870 startte rechter Julia Ward Howe uit Philadelphia een grote publiciteitscampagne voor Moederdag, een dag die in het teken moest staan van pacifisme en ontwapening door vrouwen. Het succes kwam echter pas nadat Anna Marie Jarvis (1864-1948) uit Grafton (West Virginia) in 1907 Moederdag begon te promoten als een dag van waardering voor moeders. In 1908 organiseerde zij de eerste Moederdag, vooral om haar moeder, Ann Reeves Jarvis, te herdenken. Ann Reeves Jarvis had in de Amerikaanse Burgeroorlog Mother's Day Work Clubs georganiseerd, om voor voedsel en medicijnen voor hulpbehoevende moeders te zorgen. Het idee sloeg aan en Jarvis zette door om meer mensen over te halen. In 1914 besloot president Woodrow Wilson dat elke tweede zondag in mei voortaan Mother's Day en een nationale feestdag zou zijn.  Deze feestdag heeft zich in zijn huidige vorm vanuit de Verenigde Staten over de rest van de westerse wereld verspreid. 

### Antwerpen
De Amerikaanse Moederdag was nog niet bekend toen de Antwerpse, liberaal denkende kunstenaar en schepen Frans Van Kuyck (1852-1915) in 1913 een Moederdag introduceerde op 15 augustus, op de feestdag Maria Hemelvaart. Maria, de moeder van Jezus van Nazareth, is sinds 1124 de patrones van de stad Antwerpen. 15 augustus was de dag van de grote Mariaprocessie. Volgens Van Kuyck was de sociale orde in het begin van de eeuw grondig verstoord door de ingrijpende modernisering. Zijn remedie: het herstellen en cultiveren van de waardigheid van de familie. Hiervoor moest volgens hem alles ingezet worden op het in beeld brengen van de rol van de moeder in het gezin en de maatschappij. Een speciale dag leek Van Kuyck een ideale techniek. Hij mobiliseerde de plaatselijke pers en de scholen, publiceerde een scenario en zette een propagandacomité aan het werk. De kinderen en vader moesten moeder verrassen met versieringen, gelegenheidsversjes, bloemen, speciale broodjes en zelfs juwelen. 

### Nederland
In 1916 kwam Moederdag naar Nederland overwaaien, op initiatief van het Leger des Heils. Dat sloeg toen nog niet erg aan. Dat gebeurde wel in 1924, nadat de Koninklijke Maatschappij voor Tuinbouw en Plantkunde deze dag introduceerde met gerichte campagnes, met het oogmerk hiermee de bloemenverkoop in Nederland te stimuleren. Dat lukte: tot op de dag van vandaag is een bos bloemen het populairste moederdagcadeau. In 2018 heeft de helft van de Nederlanders 'iets aan Moederdag gedaan'. Dat was in 2017 nog 57 %.

## Eerstvolgende Moederdagen in Nederland en België
Deze tabel bevat de data van Moederdag in België (uitgezonderd regio Antwerpen) en Nederland voor het huidige jaar en de daaropvolgende twee jaren:
| Jaar | Moederdag |
| ---- | --------- |
| 2024 | 12 mei    |
| 2025 | 11 mei    |
| 2026 | 10 mei    |

## Moederdag in andere landen en talen
De term Mariaverering heeft betrekking op de actieve verering die de meerderheid van de christenen (katholieken, anglicanen, kopten en orthodoxen) heeft voor Maria, de moeder van Jezus Christus. Omdat de  Rooms-Katholieke Kerk een lange traditie van Mariaverering kent, wordt Moederdag ook in Costa Rica op 15 augustus gevierd.
In het Verenigd Koninkrijk is Halfvasten, dat is de vierde zondag in de Vastentijd, drie weken voor Pasen, een christelijke feestdag, waaruit Mothering Sunday, de huidige Britse variant van Moederdag, Mother’s Day, is geëvolueerd. In 1644 was er in Engeland voor het eerst sprake van een Moederdag zonder kerkelijke achtergrond.
In Spanje wordt El día de la Madre op de eerste zondag in mei gevierd. In Frankrijk wordt Fête des mères op de laatste zondag van mei gevierd, tenzij Pinksteren op die dag valt, dan is het de eerste zondag in juni.
In het Italiaans heet Moederdag Festa della mamma, in het Portugees Dia das Mães, in het Duits Muttertag. Moederdag heet in het Deens, Noors en Zweeds Morsdag (Mors dag). In het Fins luidt de benaming voor Moederdag Äitienpäivä. In overige talen Motinos diena (Litouws); Dzień Matki (Pools); Anyák napja (Hongaars); Anneler Günü (Turks); Materinski dan (Creools); Emadepäev (Amhaars), День Матери (Russisch); יום המשפחה (Hebreeuws); عيد الأم (Arabisch); วันแม่แห่งชาติ (Thais); 母亲节 (Chinees); 母親節 (Traditioneel Chinees); 母の日 (Japans).
In Thailand wordt moederdag gevierd op 12 augustus, de verjaardag van koningin-moeder Sirikit.

## Internationale Moederdagkalender
Moederdag wordt niet overal op dezelfde dag gevierd en is in sommige landen meer een vrouwendag. Onderstaande tabel toont, gesorteerd op datum, wanneer in welk land Moederdag of Vrouwendag wordt gevierd. Op 8 maart geldt voor een aantal landen Internationale Vrouwendag, niet Moederdag.
| Datum feestdag                                        | Landen |
| ----------------------------------------------------- | --- |
| Tweede zondag in februari                             | Noorwegen |
| 30 sjevat (tussen 30 januari en 1 maart)              | Israël |
| 3 maart                                               | Georgië |
| 8 maart (ook Vrouwendag genoemd)                      | Afghanistan, Albanië, Algerije, Armenië, Azerbeidzjan, Bosnië en Herzegovina, Bulgarije, Laos, Montenegro, Noord-Macedonië, Oekraïne, Rusland, Vietnam en Wit-Rusland. |
| Vierde zondag in de vastentijd (halfvasten)           | Ierland, Nigeria en Verenigd Koninkrijk. |
| 21 maart                                              | Bahrein, Egypte, Irak, Jemen, Jordanië, Koeweit, Libanon, Palestina, Qatar, Saoedi-Arabië, Soedan, Syrië en Verenigde Arabische Emiraten. |
| 25 maart                                              | Slovenië |
| 7 april                                               | Armenië |
| Eerste zondag in mei                                  | Hongarije, Litouwen, Portugal, Roemenië, Spanje en China. |
| 8 mei                                                 | Albanië, Algerije en Zuid-Korea. |
| 10 mei                                                | El Salvador, Guatemala, Mexico en Oman. |
| Tweede zondag in mei                                  | Anguilla, Aruba, Australië, Bahama's, Bangladesh, Barbados, België, Belize, Bermuda, Bonaire, Brazilië, Brunei, Canada, Chili, Colombia, Cuba, Curaçao, Cyprus, Denemarken, Duitsland, Ecuador, Estland, Filipijnen, Finland, Ghana, Grenada, Griekenland, Honduras, Hongkong, IJsland, India, Italië, Jamaica, Japan, Kroatië, Letland, Maleisië, Malta, Nederland, Nieuw-Zeeland, Oostenrijk, Pakistan, Peru, Puerto Rico, Singapore, Slowakije, Saint Lucia, Suriname, Taiwan, Trinidad en Tobago, Tsjechië, Turkije, Uruguay, Venezuela, Verenigde Staten, Zimbabwe, Zuid-Afrika en Zwitserland. |
| 26 mei                                                | Polen |
| 27 mei                                                | Bolivia |
| Laatste zondag in mei                                 | Dominicaanse Republiek, Haïti, Marokko, Zweden en Frankrijk (behalve als het samenvalt met Pinksteren, dan verschuift het naar de eerste zondag van juni). |
| 30 mei                                                | Nicaragua |
| 1 juni                                                | Mongolië |
| Tweede zondag in juni                                 | Luxemburg |
| 12 augustus                                           | Thailand |
| 15 augustus                                           | Costa Rica en Bisdom Antwerpen België |
| Tweede of derde zondag in oktober                     | Argentinië |
| Tweede zondag in oktober                              | Malawi |
| Laatste zondag in november                            | Rusland |
| 8 december                                            | Panama |
| 22 december                                           | Indonesië |
| Twintigste Djoemada al-thani (ook Vrouwendag genoemd) | Iran en andere moslimgroepen, vooral sjiieten. Deze datum als geboortedatum van Fatima Zahra wordt betwist. Vanwege de systematiek van de islamitische kalender vindt de viering niet altijd op dezelfde datum plaats. |